# Вычислительная геномика
Вычисли́тельная гено́мика использует вычислительный анализ, чтобы расшифровать последовательности генома и связанные с ними данные, включая последовательности ДНК и РНК. Также вычислительная геномика может быть определена как раздел биоинформатики, но с тем отличием, что внимание уделяется анализу полных геномов (а не отдельных генов), чтобы понять принципы того, как различные ДНК управляют организмом на молекулярном уровне.

## История
Вычислительная геномика начала своё развитие одновременно с биоинформатикой. В 1960-х годах Маргарет Дейхофф и другие в Национальном Биомедицинском Исследовательский фонде создали базы данных различных последовательностей белков для эволюционного исследования . В их исследовании строилось филогенетическое дерево, которое определило изменения, требующиеся для определённого белка, чтобы эволюционировать в другой белок. Это привело к созданию матрицы замен, которая оценивает вероятность связи одного белка с другим.
Начиная с 1980-х годов, стали появляться базы данных с геномными последовательностями, но при этом возникли новые проблемы при поиске и сравнении данных об отдельных генах. В отличие от алгоритмов поиска текстов, которые используются на веб-сайтах, при поиске генетического сходства необходимо выявлять последовательности, которые не обязательно идентичны, но и просто схожи. Это привело к появлению алгоритма Нидлмана — Вунша, который является алгоритмом динамического программирования для того, чтобы сравнить наборы последовательностей аминокислот друг с другом при использовании матриц замен, полученных в более раннем исследовании М. Дейхофф. Позже появился алгоритм BLAST, который позволяет осуществлять быстрый и оптимизированный поиск в базах данных последовательностей генов. BLAST и его модификации — одни из наиболее широко используемых алгоритмов для этой цели . Во многих алгоритмах локального выравнивания последовательностей используется алгоритм Смита-Ватермана. Он помогает сравнивать последовательности в небольших локусах. В нём также используются матрицы замен, а также бэктрекинг.
Появление фразы "вычислительная геномика" совпадает с появлением полных аннотированных геномов во второй половине 1990-х годов. Первая ежегодная конференции по вопросам вычислительной геномики была организована учёными из Института геномных исследований (TIGR) в 1998, обеспечивая форум для этой специальности и эффективно отличая эту область науки от более общих областей геномики или вычислительной биологии . Впервые в научной литературе этот термин, согласно MEDLINE, был использован одним годом ранее (в журнале Nucleic Acids Research ).